# Żleb z Progiem

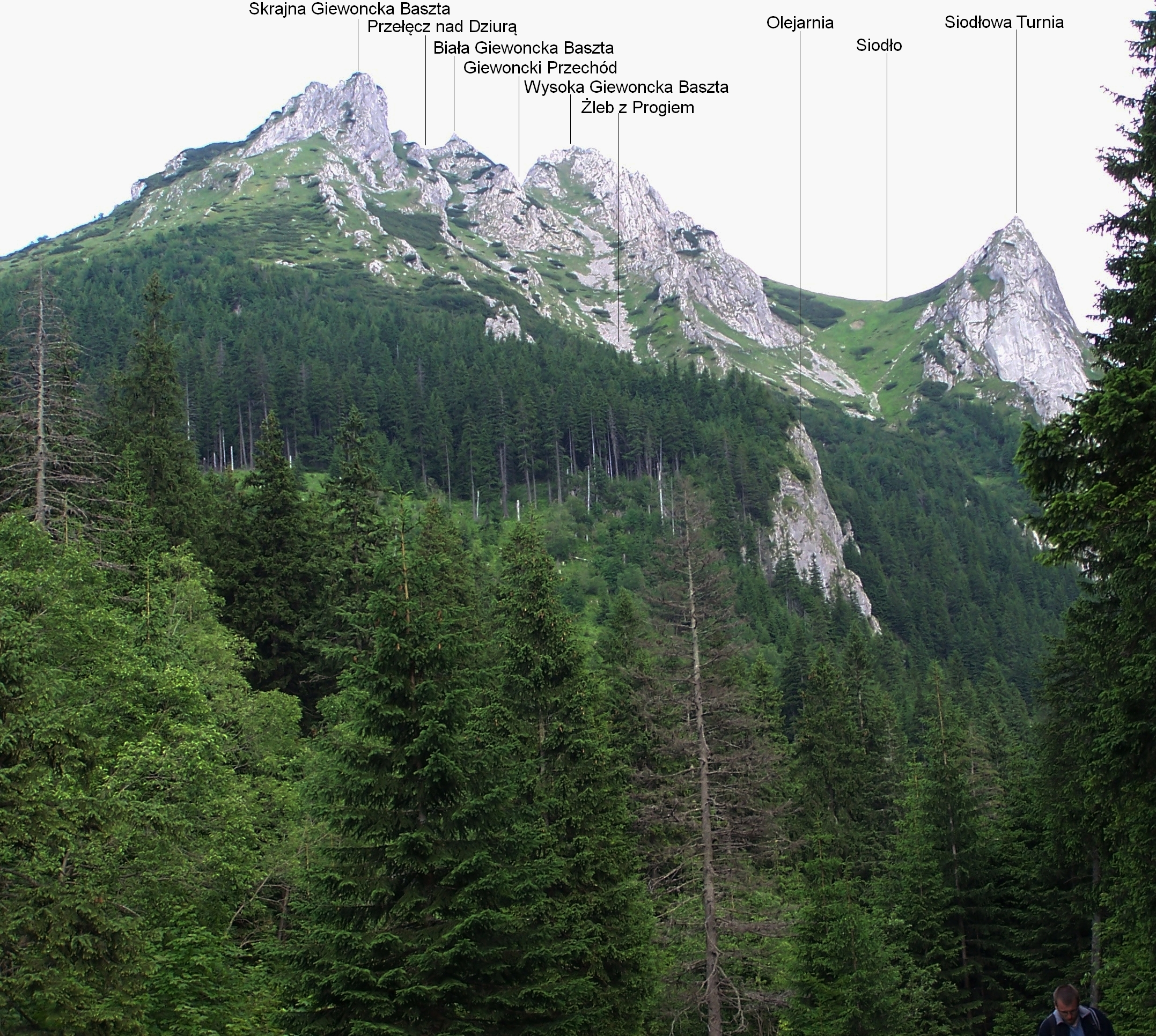
Widok z Doliny Małej Łąki

Żleb z Progiem – żleb opadający z Małego Giewontu w południowo-zachodnim kierunku do Doliny Małej Łąki. Ma wylot w lesie w Wyżniem. Około 100 metrów powyżej dna doliny znajduje się na nim próg skalny, od którego pochodzi nazwa żlebu. Na wysokości około 1580 m n.p.m. żleb rozgałęzia się na dwa ramiona; jedno z nich podchodzi pod Giewoncki Przechód, drugie pod Przełęcz nad Dziurą.
Górne dwa ramiona żlebu obejmują Białą Giewoncką Basztę, a  ograniczenie żlebu tworzą dwa skaliste żebra; jedno z nich to żebro Wysokiej Giewonckiej Baszty, drugie Skrajnej Giewonckiej Baszty, zakończone w dole ścianą turni Olejarnia. W dolnej części Żleb z Progiem opada przez las mniej więcej w środku między tymi żebrami, w pewnej odległości od nich.
Obydwa ramiona Żlebu z Progiem oraz żebra Skrajnej i Wysokiej Giewonckiej Baszty przecina czerwono znakowany szlak turystyczny z Przełęczy w Grzybowcu na Wyżnią Kondracką Przełęcz. Wejście żlebem z Doliny Małej Łąki do tego szlaku jest względnie łatwe, nie ma jednak praktycznego znaczenia, gdyż dużo łatwiejsze jest przejście znakowanym szlakiem. Również wejście od szlaku turystycznego wyżej – obydwoma ramionami Żlebu z Progiem na obydwie przełączki Małego Giewontu nad jego ramionami – jest łatwe, obecnie jednak jest to obszar zamknięty dla turystów i taterników.